# Anton Margaritha
Anton Margaritha (también conocido como Antony Margaritha, Anthony Margaritha, Antonius Margarita, Antonius Margaritha) (nacido hacia 1500) fue un hebraista judío del siglo XVI y se convirtió al cristianismo. Fue una posible fuente para algunos de la concepción del judaísmo de Martín Lutero.

## Biografía
El padre de Anton Margaritha, Jacob Margolioth, era un rabino en Ratisbona, Alemania. Anton se convirtió en 1522, siendo bautizado en Wasserburg am Inn, y más tarde se convirtió en luterano. Sufrió encarcelamiento y luego expulsión de Augsburgo debido a las quejas de la comunidad judía allí y la acción de Carlos I de España.
Anton Margaritha fue profesor de hebreo en Augsburgo, Meissen, Zell, Leipzig y desde 1537 hasta su muerte en la Universidad de Viena. Publicó los Salmos y Mateo 1:1 a 3:6 en hebreo en Leipzig (1533). Es conocido por el libro de 1530 Der gantze Jüdisch Glaub (Toda la creencia judía). En la Enciclopedia Judía se comenta:

El autor ridiculiza las ceremonias judías, acusa a los judíos de usura y de tener sentimientos hostiles hacia los cristianos y el cristianismo y argumenta en contra de sus esperanzas mesiánicas. También denuncia la oración aleinu como anticristiana en tendencia. Al declararse en contra de la usura y la ociosidad de los judíos, hace un llamamiento a los magistrados para remediar el mal y obligar a los judíos a realizar trabajos manuales. Acusa a los médicos judíos de ignorancia y avaricia y afirma que, a pesar de su minuciosidad en el ritual, los judíos no son ni piadosos ni caritativos, y que, a pesar de su aparente aversión al proselitismo, están ansiosos por ganar adeptos a su fe. Este libro difamatorio tuvo una gran influencia sobre Martín Lutero, quien lo utilizó al escribir su libro Sobre los judíos y sus mentiras ("Von den Juden und Ihren Lügen"). Fue alabado por Hoornbeck, B. Lutberus y Joseph Müller; pero Wagenseil habla de ello de manera menos favorable.

Tuvo un debate público en el mismo año con Josel de Rosheim ante Carlos V y su corte en Augsburgo. La disputa terminó en una victoria decisiva para Josel, quien obtuvo la expulsión de Margaritha del reino.
A pesar de esta decisión legal, este trabajo sería repetidamente reimpreso y citado por antisemitas en los próximos siglos. Martin Luther leyó Der Gantze Jüdische Glaube en 1539 antes de escribir su propio tratado antisemita Sobre los judíos y sus mentiras en 1543. El libro fue reimpreso en 1705 y fue citado en Synagoga Judaica (1603) por Johannes Buxtorf.

## Lectura adicional
- De le Roi, Die Evangelische Christenheit und die Juden, i. 221, Leipsic, 1884;
- A. Fürst, Christen und Juden, p. 191, Strasburg, 1892
- Julius Fürst, Bibliotheca Judaica ii. 330
- Abraham Geiger, Geschichte der Juden in Deutschland, ii. 324-325, v. 310-312
- Heinrich Graetz, Geschichte ix. 190-191, 303-304, 314, note
- Moritz Steinschneider, Catalogus Librorum Hebræorum in Bibliotheca Bodleiana. No. 6263
- Johann Christoph Wolf, Bibliotheca Hebræa i., No. 335
- G. Wolf, Studien zur Jubelfeier der Wiener Universität, pp. 28–29, Vienna, 1865